# Melody's Echo Chamber (álbum)
Melody's Echo Chamber es el álbum debut de Melody's Echo Chamber. Fue lanzado por Fat Possum Records el 25 de septiembre de 2012.
Recibió críticas generalmente favorables, donde se elogió el esfuerzo de Melody Prochet en su debut, así como el papel del fundador de Tame Impala, Kevin Parker y entonces pareja de Prochet, en la producción y sonido general del disco. Prochet apoyó el lanzamiento del álbum con una gira que siguió en Norteamérica, Francia, el Reino Unido y toda Europa junto a Tame Impala en 2013.
Una compilación que contiene sesiones de grabación para un segundo álbum que fue desechado, titulado Unfold, se lanzó el 30 de septiembre de 2022, coincidiendo con el décimo aniversario del álbum.

## Estilo Musical
Hablando de la producción del álbum, Melody Prochet quería que las pistas salieran de su zona de confort: "Tiendo a escribir canciones con acordes bonitos y arpegios, y me estaba aburriendo a mí misma". Luego, le pidió a su productor Kevin Parker  que "destruyera todo" y "lo volviera a armar pieza por pieza".
El disco presenta canciones que combinan capas de sintetizadores, música electrónica, guitarras eléctricas y baterías hipnóticas que conforman una capa de sonido con lo mejor de la neo-psicodélia, el rock progresivo, shoegaze y el pop francés.
La critica y los fans reconocieron los aportes de Kevin Parker en la producción y sonido del disco, el cual era grabado al mismo tiempo que terminaba de perfeccionar Lonerism.

## Listado de temas
Todas las canciones escritas y compuestas por Melody Prochet. 
| Melody's Echo Chamber |                                        |          |  |
| N.º                   | Título                                 | Duración |  |
| 1.                    | «I Follow You»                         | 3:36     |  |
| 2.                    | «Crystallized»                         | 4:01     |  |
| 3.                    | «You Won't Be Missing That Part of Me» | 4:16     |  |
| 4.                    | «Some Time Alone, Alone»               | 3:46     |  |
| 5.                    | «Bisou Magique»                        | 4:09     |  |
| 6.                    | «Endless Shore»                        | 4:56     |  |
| 7.                    | «Quand Vas Tu Rentrer?»                | 4:21     |  |
| 8.                    | «Mount Hopeless»                       | 4:32     |  |
| 9.                    | «IsThatWhatYouSaid»                    | 2:30     |  |
| 10.                   | «Snowcapped Andes Crash»               | 5:15     |  |
| 11.                   | «Be Proud of Your Kids»                | 3:11     |  |

## Integrantes
- Melody Prochet – Voz, composición, teclados
- Kevin Parker – Bajo, batería, guitarra eléctrica en "I Follow You".
- Jérôme Pichon - Guitarra

## Créditos
- Kevin Parker – Mezcla y Producción
- Rob Grant - Masterización
- Diane Sagnier - Arte